# Слутка (Башкортостан)
Слутка (баш. Слутка) — деревня в Иглинском районе Республики Башкортостан Российской Федерации. Входит в состав Ивано-Казанского сельсовета. 

## География

### Географическое положение
Расстояние до:
- районного центра (Иглино): 35 км,
- центра сельсовета (Ивано-Казанка): 5 км,
- ближайшей ж/д станции (Иглино): 35 км.

## Население
| 2002 | 2009 | 2010 |
| ---- | ---- | ---- |
| 25   | ↗27  | ↗45  |

Национальный состав
Согласно переписи 2002 года, преобладающие национальности — чуваши (48 %), русские (36 %).